# Station Geffen
Station Geffen is een voormalig station aan de spoorlijn Tilburg - Nijmegen en ligt tussen de huidige stations Rosmalen en Oss West. Het station van Geffen werd geopend op 4 juni 1881 en gesloten in 1938. Het stationsgebouw, daterend uit het jaar 1880, is in 1971 gesloopt.